# Districtul Khlong Yai
Khlong Yai (în thailandeză คลองใหญ่) este un district (Amphoe) din provincia Trat, Thailanda, cu o populație de 23.981 de locuitori și o suprafață de 50,2 km².

## Componență
Districtul este subdivizat în 3 subdistricte (tambon), care sunt subdivizate în 20 de sate (muban).
| Nr. | Nume       | În thailandeză | Sate | Locuitori |  |
| 1.  | Khlong Yai | คลองใหญ่        | 9    | 14,877    |  |
| 2.  | Mai Rut    | ไม้รูด           | 6    | 4,642     |  |
| 3.  | Hat Lek    | หาดเล็ก         | 5    | 4,462     |  |